# Ninette Nerval
Ninette Nerval (ur. 1983) – polska poetka.
Studiowała na Sorbonie i Uniwersytecie Jagiellońskim. Publikowała m.in. w: „Kwartalniku Filozoficznym”, „Odrze”, „Toposie”, „FA-arcie”, „Sztuce i Filozofii”, „Zeszytach Poetyckich”, „Exklusivie”, „Estetyce i Krytyce”, „Nowej Krytyce”, „Kresach”, „Pograniczach”. Jej wiersze były publikowane w antologii młodej poezji polskiej Anthologia#2 (Londyn 2010), a także zostały przetłumaczone na język angielski i francuski. W 2011 roku ukazał się jej debiutancki tomik poetycki DASEIN DESIGN (Kraków 2011). Znalazła się w gronie poetów, których wiersze zostaną zaprezentowane w antologii współczesnej poezji polskiej pod tytułem Poeci i poetki przekraczają granice. 100 wierszy (pod redakcją Konrada Kędera, Elizy Kąckiej, Tomasza Gerszberga, rada wydawnicza: Inga Iwasiów, Piotr Śliwiński). Mieszka w Krakowie.

## Nagrody i wyróżnienia
- w 2011 została zgłoszona do nominacji Paszportów Polityki[3].
- w 2012 otrzymała II nagrodę w VIII Ogólnopolskim Konkursie Literackim „Złoty Środek Poezji” w Kutnie 2012 na najlepszy poetycki debiut książkowy roku 2011 za Dasein Design, Wydawnictwo Miniatura, Kraków 2011[4].

## Poezja
- DASEIN DESIGN, Wydawnictwo Miniatura, Kraków 2011, ISBN 978-83-7606-243-3.
- Kalifornijski Supermarket, Wydawnictwo Mamiko, 2012, ISBN 978-83-63906-03-0[5].